# Nintendo Direct

Logo dei Nintendo Direct

Il Nintendo Direct (ニンテンドーダイレクト?, Nintendō Dairekuto) è un tipo di presentazione utilizzata da Nintendo per annunciare le principali novità riguardanti i suoi prodotti, in particolare videogiochi e console. Oltre ad essere pubblicati sul sito ufficiale della società, i video sono disponibili su YouTube e Twitch; in origine anche su Ustream. 
Il primo Nintendo Direct, condotto da Satoru Iwata, fu trasmesso il 21 ottobre 2011. Altri Nintendo Direct sono stati presentati da Reggie Fils-Aime, Satoru Shibata e Hiroyuki Fukuda, a capo delle rispettive divisioni di Nintendo.

## Storia
I Nintendo Direct nascono da un'idea dell'allora presidente di Nintendo Satoru Iwata, affiancato dal presidente di Nintendo of America Reggie Fils-Aime, che aveva intenzione di comunicare direttamente con i fan fornendo annunci e informazioni sui giochi in un modo più mirato e coinvolgente.
Durante il Nintendo Direct la società ha svelato il Nintendo 3DS XL, oltre a fornire informazioni sul Wii U, in occasione del E3 2012, e su numerosi videogiochi, inclusi New Super Mario Bros. 2, Mario Kart 8, Yoshi's New Island, The Legend of Zelda: Majora's Mask 3D e Splatoon.
Nel gennaio 2013 uno speciale Pokémon Direct ha annunciato il lancio di Pokémon X e Y.. Altri speciali hanno riguardato Animal Crossing: New Leaf, Pikmin 3, Super Smash Bros. per Nintendo 3DS e Wii U, Hyrule Warriors e Splatoon
Nonostante la morte di Satoru Iwata, Nintendo ha confermato che non smetterà di produrre il Nintendo Direct. Dopo un'interruzione di cinque mesi dal Nintendo Direct realizzato in occasione dell'Electronic Entertainment Expo 2015, il primo organizzato durante la presidenza di Tatsumi Kimishima è stato programmato per il 12 novembre 2015.
I Nintendo Direct sono, ad oggi, la principale vetrina per la presentazione dei giochi di Nintendo. Attualmente i presentatori sono Shinya Takahashi e Yoshiaki Koizumi.

## Indie World
Gli Indie World sono delle presentazioni ideate dalla divisione americana di Nintendo con lo scopo di annunciare e pubblicizzare videogiochi indie. Nel 2017, Nintendo ha iniziato a organizzare delle presentazioni dedicate, chiamate Nindies Showcase, cambiando definitivamente il nome in "Indie World" nel 2019.
Si tratta di trasmissioni di una durata approsimativa di 15/20 minuti, mandate in onda senza una cadenza regolare.
Lista degli Indie World (dal 2019)
- Indie World Showcase del 19/08/2019
- Indie World Showcase del 10/12/2019
- Indie World Showcase del 17/03/2020
- Indie World Showcase del 18/08/2020
- Indie World Showcase del 15/12/2020
- Indie World Showcase del 14/04/2021
- Indie World Showcase del 11/08/2021
- Indie World Showcase del 15/12/2021
- Indie World Showcase del 11/05/2022
- Indie World Showcase del 09/11/2022
- Indie World Showcase del 15/12/2022
- Indie World Showcase del 19/04/2023
- Indie World Showcase del 14/11/2023
- Indie World Showcase del 17/04/2024
- Indie World Showcase del 27/08/2024
- Indie World Showcase del 07/08/2025

## Pokémon Direct / Pokémon Presents

Logo dei Pokémon Presents in uso dal 2020

I Pokémon Presents sono delle presentazioni di The Pokémon Company, pubblicate sui canali social di Nintendo, solitamente vicine alla data del Pokémon Day. Chiamate Pokémon Direct fino al 2020, queste presentazioni live, dalla durata di circa 30/35 minuti, presentano tutte le novità in arrivo per il mondo dei Pokémon (nuovi videogiochi, pacchetti di espansione, spin-off).
Il primo Pokémon Direct, pubblicato l'8 gennaio 2013 e presentato dallo stesso Satoru Iwata, avviò la sesta generazione con l'annuncio dei titoli Pokémon X e Y.

### Lista Pokémon Direct(fino al 2020)
- Pokémon Direct del 08/01/2013

- Pokémon Direct del 04/09/2013

- Pokémon Direct del 26/02/2016

- Pokémon Direct del 06/06/2017

- Pokémon Direct del 27/02/2019

- Pokémon Direct del 09/01/2020

### Lista Pokémon Presents(dal 2020)
- Pokémon Presents del 17/06/2020

- Pokémon Presents del 24/06/2020

- Pokémon Presents del 26/02/2021

- Pokémon Presents del 18/08/2021

- Pokémon Presents del 27/02/2022

- Pokémon Presents del 03/08/2022

- Pokémon Presents del 27/02/2023

- Pokémon Presents del 08/08/2023

- Pokémon Presents del 27/02/2024

- Pokémon Presents del 27/02/2025

- Pokémon Presents del 22/07/2025